# Эль-Реторно
Эль-Реторно (исп. El Retorno) — город и муниципалитет на юге Колумбии, на территории департамента Гуавьяре.

## История
Поселение, из которого позднее вырос город, было основано в 1935 году. Муниципалитет Эль-Реторно был выделен в отдельную административную единицу в 1968 году.

## Географическое положение

Муниципалитет Эль-Реторно

Город расположен в центральной части департамента, в пределах Амазонского природно-территориального комплекса, к северу от реки Гуавьяре, на расстоянии приблизительно 24 километров к югу от города Сан-Хосе-дель-Гуавьяре, административного центра департамента. Абсолютная высота — 205 метров над уровнем моря.
Муниципалитет Эль-Реторно граничит на севере с территорией муниципалитета Сан-Хосе-дель-Гуавьяре, на юго-западе — с муниципалитетом Каламар, на юге — с муниципалитетом Мирафлорес, на юго-востоке — с территорией департамента Ваупес, на северо-востоке — с территорией департамента Гуайния. Площадь муниципалитета составляет 11 681 км².

## Население
По данным Национального административного департамента статистики Колумбии, совокупная численность населения города и муниципалитета в 2015 году составляла 22 975 человек.
Динамика численности населения муниципалитета по годам:
| 2005   | 2006   | 2007   | 2008   | 2009   | 2010   | 2011   | 2012   | 2013   | 2014   | 2015   |
| ------ | ------ | ------ | ------ | ------ | ------ | ------ | ------ | ------ | ------ | ------ |
| 19 063 | 19 457 | 19 850 | 20 242 | 20 634 | 21 025 | 21 414 | 21 803 | 22 192 | 22 582 | 22 975 |

Согласно данным переписи 2005 года мужчины составляли 49,6 % от населения Эль-Реторно, женщины — соответственно 50,4 %. В расовом отношении белые и метисы составляли 89,2 % от населения города; негры и мулаты — 10,3 %; индейцы — 0,5 %.
Уровень грамотности среди всего населения составлял 83,4 %.

## Экономика
50 % от общего числа городских и муниципальных предприятий составляют предприятия торговой сферы, 50 % — промышленные предприятия.

## Транспорт
Через город проходит национальное шоссе № 75 (исп. Ruta Nacional 75).